# Елевтериос Венизелос (улица в Драма)
„Елевтериос Венизелос“ (на гръцки: Οδός Ελευθερίου Βενιζέλου) е търговска улица на македонския град Драма, Гърция.
Улицата пресича Стария град и до 60-те години на XX век е основната търговска артерия. Това е и основната улица на средновековния град, започваща от Източната порта и завършваща в западния му край. На улица традиционно са разположение повечето ханове, кръчми, странноприемници, кафенета и кина на града. Улицата е основно място за разходки и за църковни процесии. През 20-те години на XX век улицата е павирана с речни камъни, а по-късно с павета. На улицата са църквата „Свети Архангели“, кафене „Елевтерия“, старата и новата катедрала на града, кино „Олимпия“, митрополията и Църковният музей.